# Кюрегаси
Кюрега́си (чув. Кĕрекаç) — деревня в Моргаушском районе Чувашской Республики. Входит в состав Кадикасинского сельского поселения.

## География
Находится в северо-западной части Чувашии, на расстоянии приблизительно 14 км на север-северо-восток по прямой от районного центра села Моргауши у автомагистрали Р-173.

## История
Известна с 1858 года, когда здесь (тогда околоток деревни Ачкарень Сесмер, что ныне в составе Кюрегаси) было учтено 39 дворов и 211 жителей. В 1906 году отмечено дворов 65 и жителей 315, в 1926 — дворов 73 и жителей 309, в 1939—307 жителей, в 1979—149. В 2002 году было 77 дворов, в 2010 — 61 домохозяйство. В 1930 году был образован колхоз «Наука», в 2010 действовало ОАО "Птицефабрика «Моргаушская».

## Население
Постоянное население составляло 190 человек (чуваши 99 %) в 2002 году, 175 в 2010.